# قوملاق (جبراییل)
قوملاق (ترکی آذربایجانی: Qumlaq) یک منطقهٔ مسکونی در جمهوری آرتساخ است که در استان کاشاتاق واقع شده‌است.